# Гуджаратцы
Гуджаратцы (гудж. ગુજરાતી લોકો, Gujǎrātī loko) — индоарийский народ в Индии. Общая численность по переписи 1992 года около 47 миллионов человек; по данным на 2007 год — более 60 миллионов человек. Из них основная масса — более 46 миллионов человек — представляет собой основное население индийского штата Гуджарат, более 1 миллиона — живут в Пакистане. Также гуджаратцы проживают и в других районах Индии. Гуджаратцы — один из самых развитых в культурном и экономическом отношении народов Индии. (Гусева 1998: 207.)

## Расселение
Гуджаратцы в основном живут в западной части Индийского субконтинента, особенно в штате Гуджарат. Большое количество гуджаратцев проживают также в штатах Раджастхан, Махараштра и Андхра-Прадеш. Ахмадабад считается главным центром гуджаратской культуры.
Значительное количество гуджаратцев живёт в разных частях света.
- В Великобритании, где сосредоточено наибольшее количество иммигрирующих туда гуджаратцев, было создано первое общество рабочих-иммигрантов.
- Большое количество гуджаратцев проживают также в Южной и Восточной Африке (Танзания, Уганда) и Юго-Восточной Азии (Мьянма, Малайзия).
- Около 1 млн гуджаратцев проживают в Пакистане, куда они переселились после разделения Индии и последующего создания независимого Пакистана в 1947 г. Гуджаратцы, родившиеся уже в Пакистане, все равно считают родным языком гуджарати. (Jhaveri, Krishanlal Mohanlal 2003: 40.)

## История
Существует две версии о происхождении гуджаратцев: согласно первой, предки гуджаратцев и родственной им этнической группы (гуджар) появились на территории Гуджарата в начале I тыс. нашей эры и частично ассимилировали местное население — бхилов и потомков ариев.
Согласно второй версии, в Средние века гуджаратцы достигли высокого уровня этнической консолидации. В 1406 году был образован Гуджаратский султанат. Его центр — в Ахмадабаде. В конце XV — начале XVI вв., после завоевания Индией независимости, в Гуджаратском султанате значительно усиливаются процессы национальной консолидации. (Глушкова 2007: 22-25.)

## Язык
Язык гуджаратцев — гуджарати принадлежит к индоарийской группе индоевропейской языковой семьи. Гуджарати, наряду с маратхи, ория, пенджаби и рядом других языков, произошёл от среднеиндийских языков, которые в свою очередь восходят к древнеиндийскому языку.
Выделяют 3 основных диалекта гуджарати:
- южный (суратский).
- северный (ахмадабадский)
- западный (катхияварский)

В северном диалекте много заимствованных слов из арабского и фарси, а в южном диалекте больше заимствований из английского и португальского.
К гуджарати близки языки бхили (см. бхилы), кхандеши и саураштри.
У гуджаратцев есть своя письменность (гуджарати), родственная деванагари. Визуально, наиболее заметным отличие деванагари от гуджарати в том, что в гуджарати отсутствует верхняя горизонтальная черта, присущая деванагари (например ગ для «г», в отличие от ग).
Большинство гуджаратцев также владеет и другими языками: хинди, бхили, раджастхани, английским и т. д. Помимо самих гуджаратцев язык гуджарати в качестве разговорного и письменного языка используют парсы.
Традиционная поэзия известна с XII в. Формирование современного литературного языка началось с сер. XIX в. (Савельева 1965: 32-35.)

## Религия
Большая часть гуджаратцев — индуисты, но имеются также мусульмане-сунниты, джайны, христиане (в основном протестанты). (Гусева 1998: 207.)

## Хозяйство
В хозяйстве гуджарат преобладали: пашенное земледелие, и скотоводство (буйволы, овцы, козы). Выращивали: джовар, баджра, пшеницу, кукурузу, сахарный тростник, хлопок, арахис, на поливных землях — рис. Ведущая отрасль промышленности — текстильная. Гуджарат всегда славился своей парчой на хлопчатобумажной основе, «узелковой» окраской купонов для сари и шалей. Сильно развиты: ткачество из хлопка и шёлка, роспись керамики, резьба по дереву и камню, ювелирное дело, обработка металлов.
Гуджаратцы питаются в основном вегетарианской пищей. В целом гуджаратская кухня имеет много общеиндийских черт, но есть и свои традиционные блюда. На столе гуджарати всегда присутствуют чапати и рис. (Jhaveri, Krishanlal Mohanlal 2003: 40.)

## Одежда
Кроме общепринятых индийских сари и дхоти, народ гуджарат носит и свою традиционную одежду.
Традиционная мужская одежда — очень широкие наверху штаны, сужающиеся ниже колен, со сборками на голени. Мужские рубахи, как правило, с узкими, очень длинными рукавами, присобранные на кокетке. К традиционной женской одежде гуджарат относятся: широкие однотонные юбки. На подолах юбок обильная вышивка, также женщины носят вышитые кофты. Голову и плечи они покрываются шалью. Женщины носят очень много украшений. Мужчины носят золотую цепь и колокольчик. Замужние женщины традиционно носят красный бинди, в отличие от индийских женщин, которые носят бинди вне зависимости от того, замужем они или нет. (Jhaveri, Krishanlal Mohanlal 2003: 40.)

## Культура
У гуджаратцев есть своя уникальная культура, которая тесно переплетена с остальной частью индийской культуры. На самые ранние этапы развития гуджаратской культуры сильно влиял индуизм. Это выражено в форме ритуалов и танцев, которые дожили и до сегодняшнего дня. Влияние, на более поздних этапах оказывал джайнизм.
Одной из основоположниц школ индийской миниатюры является гуджаратская школа. По своему содержанию миниатюры гуджаратской школы почти целиком иллюстрируют религиозные книги джайнов, «Калпа-сутры» — жизнеописания Махавиры.
До второй половины XIV в. миниатюры выполнялись на длинных, узких пальмовых листьях, на которых писались также и тексты. Их композиция отличалась простотой и условностью (плоские фигуры располагались в профиль или четверть оборота, часто горизонтальными рядами один над другим), тонкий рисунок контурных линий и орнаментальных украшений сочетался с яркими локальными красками.
Со второй половины XIV в. ,бумага вытеснила пальмовые листья, композиция усложнилась, стали вводиться элементы архитектуры и пейзажа. При гуджаратских шахах для миниатюр стали характерны динамичность фигур, четкость рисунка контурных линий, обилие декораций.
Школа гуджаратской миниатюры сыграла обольшую роль в формировании ранней раджпутской школы, возникшей в XVI в. (Тюляев 1968: 112—114.)

## Гуджаратская литература
Одно из наиболее ранних произведений гуджаратской литературы — «Поэма о Неминатхе» (1140 г.) Винайчандры, джаинского проповедника.
В XIV—XVII вв. в литературу гуджаратцев проникли идеи бхакти («любовь к богу»), которая стала утверждать равноправие и интересы простого человека. Поэзия Нарсинха Мехты (1414—1480), Мира Баи (1499—1547), Бхалана (1434—1514) и др. направлена против кастовой системы и ортодоксального индуизма. Главные герои поэм — царь-полководец Рама и пастух Кришна, считавшиеся земными воплощениями Вишну.
Поэма Падманабха «Сказание о Канхададе» (1456) посвящена борьбе гуджаратцев против мусульман-завоевателей в XIII—XIV вв.
В XVII—XVIII вв. проявляются тенденции отхода от религиозной тематики. Средневековый период развития гуджаратской литературы заканчивает Даярама (1777—1852).
В XIX в. гуджаратская литература содержит в себе просветительские идеи, призывает к переустройству общества путём социальных реформ. Основоположники новой гуджаратской литературы — Далпатрам (1820—1898) и Нармадшанкар (1833—1886) выступали против индусско-мусульманской розни, кастового неравенства, тяжёлой участи женщины.
Основоположником литературной критики был поэт и переводчик Навальрам. В гуджаратской литературе появляются новые жанры: роман, рассказ, сонет, элегия. На гуджаратский язык переводятся многие западные произведения.
В XX в. развивается критический реализм, усиливаются реалистические тенденция (Раманлал Десаи, Каньялал Мунши, Заверчанд Мегхани и др.). (Ламшуков 1991: 631—633.)

## Классовый строй и традиционная семья
Брачное поселение — патрилокальное, семьи — моногамные.
Традиционная застройка гуджарат — общеиндийского типа: двухкамерный дом из сырцового кирпича и каменных блоков, с крытыми галереями и внутренними двориками, ворота, окна и двери часто украшены богатой резьбой. Крыша покрыта черепицей. Города Ахмадабад, Вадодара (Барода) и др. богаты архитектурными памятниками. Деревни гуджаратцев, как правило, большие — свыше 1000 жителей. (Мумоу 1952: 68.)